# Червеногърба саламандра
Червеногърбите саламандри (Plethodon cinereus) са вид земноводни от семейство Безбелодробни саламандри (Plethodontidae).
Срещат се в източните части на Северна Америка.
Таксонът е описан за пръв път от американския естественик Джейкъб Грийн през 1818 година.